# Liste du patrimoine culturel immatériel de l'humanité au Zimbabwe
Cet article recense les pratiques inscrites au patrimoine culturel immatériel au Zimbabwe.

## Statistiques
Le Zimbabwe ratifie la convention pour la sauvegarde du patrimoine culturel immatériel le 9 juin 2006. La première pratique protégée est inscrite en 2008.
En 2020, le Zimbabwe compte 2 éléments inscrits au patrimoine culturel immatériel, sur la liste représentative.

## Listes

### Liste représentative
L'élément suivant est inscrit sur la liste représentative du patrimoine culturel immatériel de l'humanité.
| Élément                                                                                           | Type                                                                | Subdivision          | Année | Lien  | Notes                  | Illus. |
| ------------------------------------------------------------------------------------------------- | ------------------------------------------------------------------- | -------------------- | ----- | ----- | ---------------------- | ------ |
| La danse Mbende-Jerusarema                                                                        | arts du spectacle pratiques sociales, rituels et événements festifs | Mashonaland oriental | 2008  | 00169 |                        |        |
| L’art de fabriquer et de jouer la mbira/sanza, lamellophone traditionnel au Malawi et au Zimbabwe | arts du spectacle savoir-faire liés à l’artisanat traditionnel      |                      | 2020  | 01541 | Partagé avec le Malawi |        |

### Patrimoine immatériel nécessitant une sauvegarde urgente
Le Zimbabwe ne compte aucun élément inscrit sur la liste du patrimoine immatériel nécessitant une sauvegarde urgente.

### Registre des meilleures pratiques de sauvegarde
Le Zimbabwe ne compte aucune pratique listée au registre des meilleures pratiques de sauvegarde.